# Matti Maasikas
Matti Maasikas (Tallin, Estonia, 12 de junio de 1967) es un diplomático estonio. Es el Jefe de la Delegación de la Unión Europea en Ucrania desde septiembre del 2019.

## Biografía

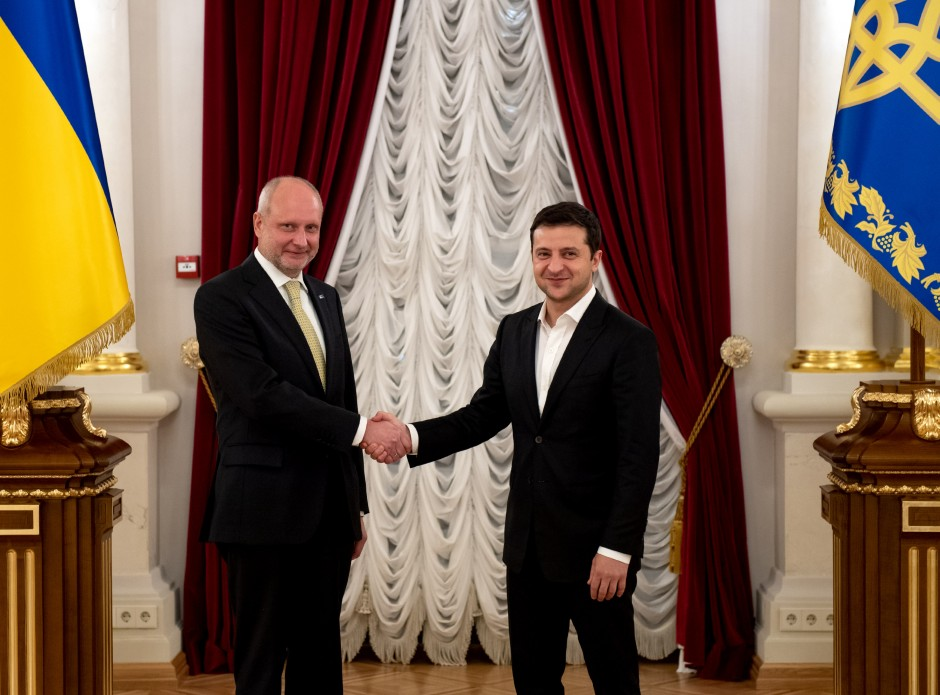
El 7 de noviembre del 2019, el presidente ucraniano Volodymyr Zelensky recibió las credenciales del escogido embajador Matti Maasikas

Nació el 12 de junio de 1967 en Tallin. En 1985 se graduó de la 4ª Escuela Secundaria de Tallin y en 1993 de la Facultad de Historia de la Universidad de Tartu.
De 1993 a 1994 trabajó como director ejecutivo del Museo Nacional de Estonia y luego como consultor del Ministerio de Defensa de Estonia.
Desde 2001 trabaja como diplomático en el Ministerio de Relaciones Exteriores de Estonia.
Del 2001 al 2005 fue Embajador de Estonia en Finlandia.
Del 2005 a 2008 fue Secretario General del Ministerio de Relaciones Exteriores de Estonia.
Desde agosto del 2010 formaba parte del equipo de asesores del Presidente de la Comisión, José Manuel Barroso.
Del 2011 al 2016 fue Representante Permanente de Estonia ante la Unión Europea. Durante la presidencia de Estonia del Consejo de Europa, Maasikas fue designado Representante Especial de Estonia ante la Unión Europea.
Del 2016 al 2019 fue Viceministro de Asuntos Exteriores de Estonia para Asuntos Europeos. La firma personal de Matti Maasikas se encuentra en uno de los documentos más importantes para Ucrania: en el 2017, durante la presidencia estonia del Consejo de la UE, Maasikas, como representante de la presidencia, firmó una decisión para otorgar preferencias comerciales a Ucrania.
A partir de septiembre del 2019 pasó a encabezar la Delegación de la Unión Europea en Ucrania, en sustitución de Hugues Mingarelli.
El 7 de noviembre del 2019 presentó cartas credenciales al presidente de Ucrania, Volodymyr Zelensky.

## Familia
Es padre del periodista estonio, Uno Massikas.